# 天会轩戏院
天会轩，又名天会茶园，是位于天津劝业场内的剧场，1928年开业，20世纪40年代后改业。

## 沿革
天会轩坐落在天津劝业场四楼西侧，由劝业场创办人高星桥创办并由高家直接经营。1928年劝业场开业，天会轩随之开业，内设500余个可移动座位，票价有两种模式：一是单独售票，票价两角；一是与劝业场内天华景戏院、天宫影院、天乐戏院和天外天屋顶夜花园联合售票，成人一角五分、小童一角，一张票可看日夜两场，并通用于劝业场内其他演出场所。
天会轩的表演项目以文明戏为主，有《杨乃武与小白菜》和《大刀王五闹北京》等清装戏，也有不少时装戏；此外，场内还演出如曲艺、杂耍等剧目。天会轩是天津20世纪20年代末至30年代初重要的曲艺演出场所，但此后因小梨园崛起而渐渐衰落，到40年代后，茶园改业。